# Тургусунський сільський округ
Тургусу́нський сільський округ (каз. Тұрғысын ауылдық округі, рос. Тургусунский сельский округ) — адміністративна одиниця у складі Алтайського району Східноказахстанської області Казахстану. Адміністративний центр та єдиний населений пункт — село Тургусун.
Населення — 972 особи (2021; 1256 у 2009, 1677 у 1999, 1708 у 1989).
Станом на 1989 рік існувала Тургусунська сільська рада (село Тургусун).